# Jürgen Trumpf

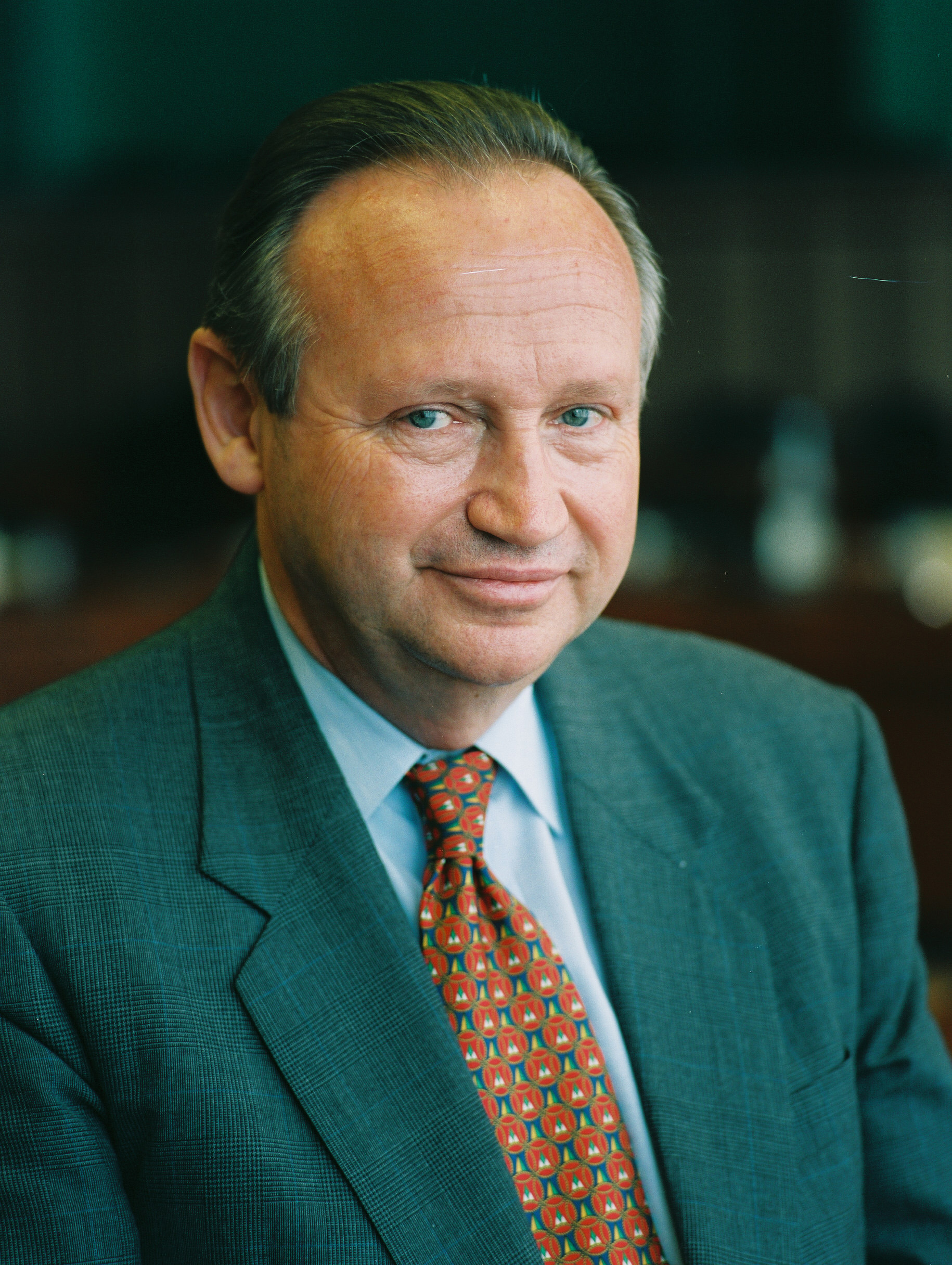
Jürgen Trumpf, 1996

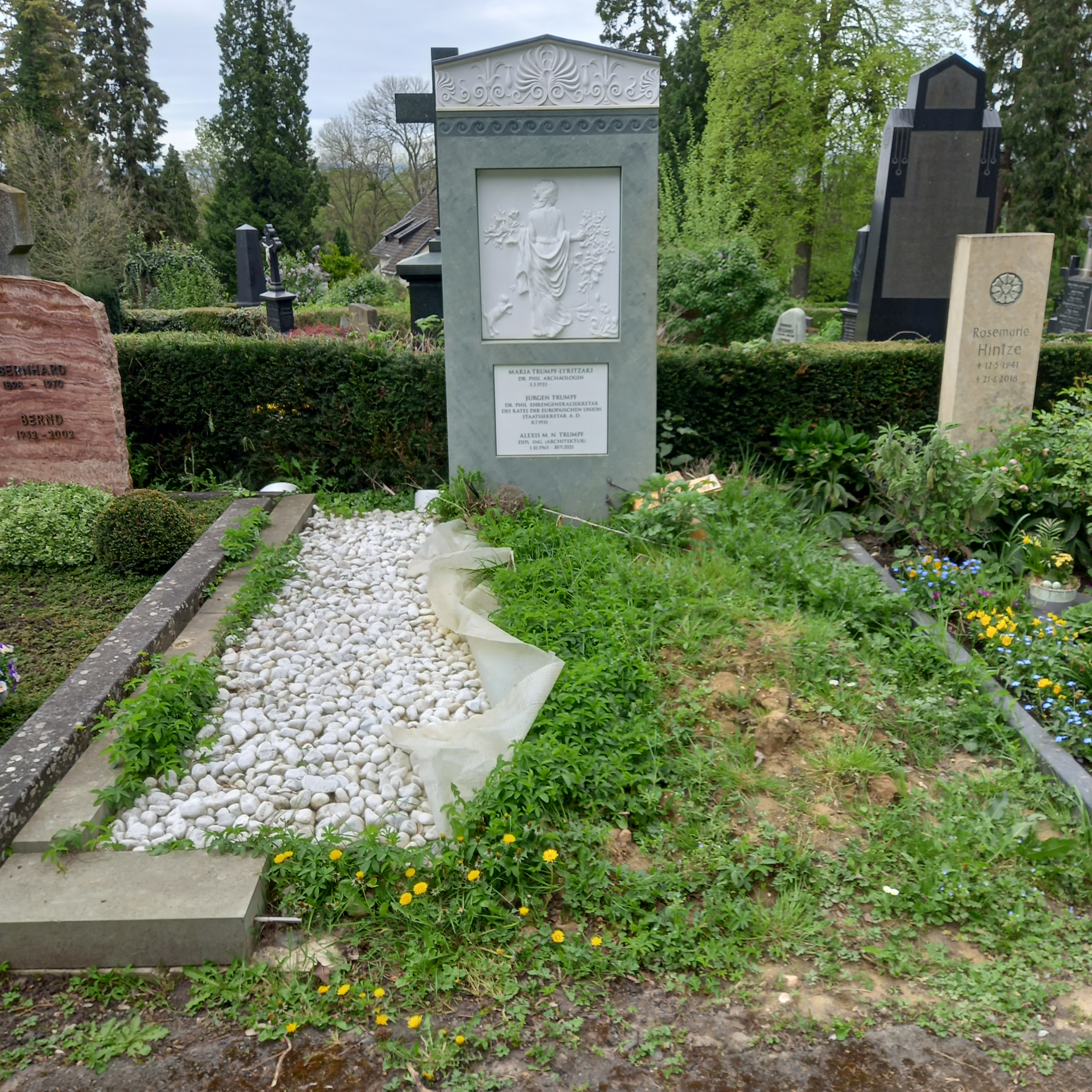
Das Grab von Jürgen Trumpf auf dem Poppelsdorfer Friedhof in Bonn

Jürgen Trumpf (* 8. Juli 1931 in Düsseldorf; † 13. Mai 2023 in Bonn) war ein deutscher Diplomat und Altphilologe.

## Leben
Jürgen Trumpf, Sohn aus einer Lehrerfamilie, studierte nach seinem Abitur am Städtischen Neusprachlichen Gymnasium an der Aue in Wuppertal-Elberfeld von 1951 bis 1956 Klassische und Semitische Philologie an der Universität zu Köln. Seine akademischen Lehrer waren Günther Jachmann, Josef Kroll, Werner Caskel und Reinhold Merkelbach. Auslandsstudien führten Trumpf nach Innsbruck, wo er insbesondere den Althistoriker Franz Hampl hörte, und für das Studienjahr 1954/1955 als DAAD-Stipendiat an die Universität Athen. Dort konzentrierte er sich auf klassische und byzantinische Archäologie sowie die neugriechische Sprache, Literatur und Geschichte. Im November 1956 promovierte er bei Reinhold Merkelbach in Köln mit dem Thema Studien zur griechischen Lyrik. Anschließend arbeitete Trumpf für Merkelbach im Rahmen eines Projekts über byzantinische Versionen des griechischen Alexander-Romans, das von der Deutschen Forschungsgemeinschaft gefördert wurde. Einen Sommer verbrachte er im Deutschen Archäologischen Institut in Athen, als 1956 unter Leitung von Dieter Ohly die Ausgrabungen im Kerameikos wieder aufgenommen wurden.
Mit dem Eintritt in den 13. Attachélehrgang im April 1958 begann Trumpfs diplomatische Laufbahn. Im Rahmen seines Vorbereitungsdienstes wurde er 1959 für ein Jahr der Deutschen Botschaft Kairo zugeteilt. 1961 bestand er die Prüfung für den höheren Auswärtigen Dienst. Von 1962 bis 1967 war er Legationssekretär an der Deutschen Botschaft London, von 1967–1970 Konsul beim Deutschen Generalkonsulat Rotterdam. 1970 kehrte er ins Auswärtige Amt zurück und übernahm Aufgaben im Grundsatzreferat für die Europäischen Gemeinschaften. 1975 wurde er Leiter dieses Referats. 1979 wurde er als Gesandter an die Ständige Vertretung der Bundesrepublik Deutschland bei den Europäischen Gemeinschaften in Brüssel versetzt. 1984 ging er als Leiter der Unterabteilung für Entwicklungspolitik nach Bonn zurück. Zugleich wurde er Berater von Staatssekretär Jürgen Ruhfus in dessen Eigenschaft als Vertreter des Bundeskanzlers im Ad-hoc-Ausschuss für institutionelle Fragen. Der Bericht des sog. Dooge-Ausschusses wurde die Grundlage für die Einheitliche Europäische Akte von 1986. Von 1985 bis 1989 leitete Trumpf die Unterabteilung „Europäische Gemeinschaften“ im Auswärtigen Amt.
Von 1989 bis 1993 war er Botschafter und Ständiger Vertreter der Bundesrepublik Deutschland bei den Europäischen Gemeinschaften in Brüssel. Er war zusammen mit Horst Köhler Vertreter der Bundesregierung bei der Regierungskonferenz über den Maastricht-Vertrag zur Europäischen Union. Von 1993 bis 1994 war er als Staatssekretär des Auswärtigen Amts zuständig für die Europapolitik sowie die Außenwirtschafts- und die Auswärtige Kulturpolitik. Durch Ratsbeschluss wurde Trumpf 1994 für fünf Jahre zum Generalsekretär des Rates der Europäischen Union ernannt. 1999 übernahm er außerdem als erster das durch den Vertrag von Amsterdam neu geschaffene Amt des Hohen Vertreters für die Gemeinsame Außen- und Sicherheitspolitik. Im Oktober 1999 wurde Javier Solana als sein Nachfolger für beide Ämter ernannt.
Von 2002 bis 2003 beriet Trumpf die griechische Regierung bei der Vorbereitung und Durchführung der griechischen Präsidentschaft der Europäischen Union im 1. Halbjahr 2003. Von 2005 bis 2014 war er Mitglied des Direktoriums des International Centre for Black Sea Studies mit Sitz in Athen.
Trumpf war von 1999 bis 2012 Präsident des Instituts für Europäische Politik, dessen Ehrenmitglied er war. Seit 2005 war er ebenfalls Mitglied des Vorstandes des Fördervereins Akademisches Kunstmuseum Bonn e. V.
Seit 1959 war er verheiratet mit der in Heraklion auf Kreta geborenen Archäologin Maria Trumpf-Lyritzaki, die aus der Familie des liberalen griechischen Politikers Nikolaos Krasadakis (1899–1971) stammt. Sie haben zwei Kinder.

## Auszeichnungen (Auswahl)
- 1978: Kommandeur des Ordens des Infanten Dom Henrique
- 1984: Verdienstorden der Bundesrepublik Deutschland (Verdienstkreuz am Bande)
- 1990: Verdienstorden der Bundesrepublik Deutschland (Verdienstkreuz 1. Klasse)
- 1990: Großkommandeur des griechischen Phönix-Ordens
- 1993: Großkreuz des Verdienstordens des Großherzogtums Luxemburg
- 1993: Großkreuz des Ordens Leopolds II.
- 1998: Commandeur dans l´Ordre national de la Légion d´Honneur
- 1999: Verdienstorden der Bundesrepublik Deutschland (Großes Verdienstkreuz)
- 1999: Großkreuz des spanischen Zivildienstordens

## Schriften (Auswahl)
- Studien zur griechischen Lyrik. Dissertation. Köln 1958.
- Anonymi Byzantini Vita Alexandri regis Macedonum. Primum edidit Juergen Trumpf. Stuttgart 1974.
- Die Quellen des griechischen Alexanderromans. Zweite Auflage. bearb. von Reinhold Merkelbach und Jürgen Trumpf. München 1977.
- Vom Binnenmarkt zur Politischen Union. Zentrum für Europäisches Wirtschaftsrecht der Universität Bonn. Vorträge und Berichte Nr. 21, Bonn 1992.